# Orkanen Ike
Orkanen Ike var den tredje större orkanen och nionde namngivna stormen i den Atlantiska orkansäsongen 2008. Ike är en Kap Verde-typ orkan som bildades väster om Kap Verde-öarna den 1 september. Antalet mänskliga dödsoffer orsakade av orkanen beräknas uppgå till 90, varav 78 på Haiti.

## Stormhistoria

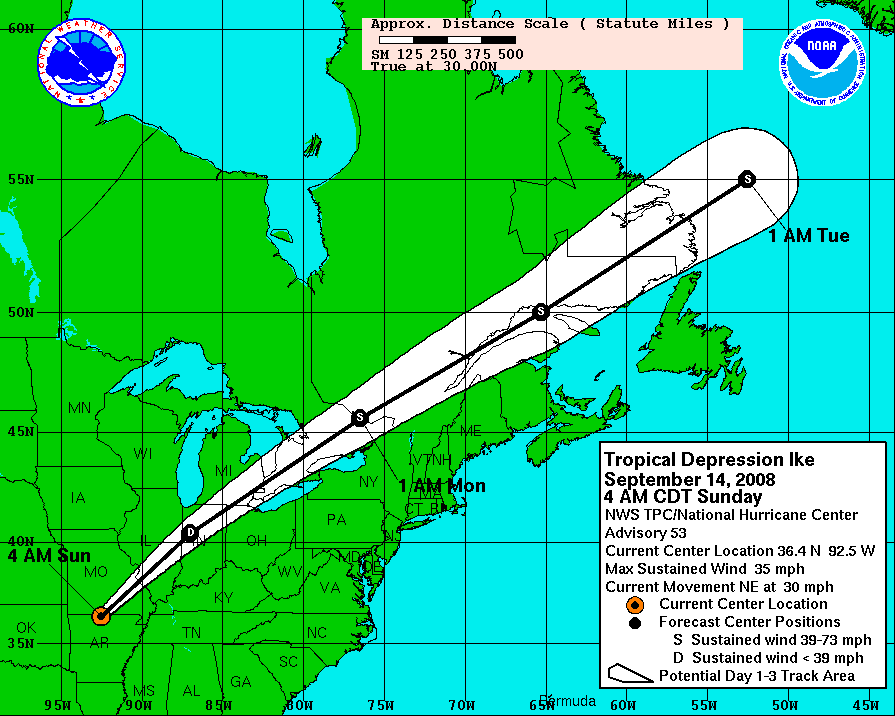
Ikes förutspådda bana.

En tropisk våg bildades utanför Afrikas västkust i slutet av augusti. Den passerade söder om Kap Verde-öarna och började att utvecklas sakta  och blev det tropiska lågtrycket Nio väster om Kap Verde-öarna den 1 september. Lågtrycket utvecklades till en tropisk storm senare under dagen. Stormen följde samma bana som Orkanen Hanna gjort endast tre dagar tidigare. 
Sent på eftermiddagen den 3 september utvecklades Ike till en orkan. Senare samma dag ökade Ike kraftigt i styrka till en kategori 3-orkan. Ikes öga fortsatte att bli bättre definierat, och Ike ökade i styrka till en kategori 4-orkan på kvällen den 3 september. Den 5 september nedgraderades Ike till en kategori 3-orkan och förutspåddes att försvagas. 
Denna försvagning var kortvarig och Ike började att bli mer organiserad och uppgraderades till en kategori 4-orkan ytterligare en gång den 6 september. Tidigt den 7 september passerade Ike direkt över Turks- och Caicosöarna med vindar på 215 km/h och man trodde att Ike skulle kunna öka något i styrka innan den drog in över land i Kuba. Den drog in över land som en stark kategori 3-orkan på kvällen den 7 september. Ike drog ut över vatten igen den 8 september och drog in över land än en gång i Kuba innan orkanen passerade ut över Mexikanska golfen på eftermiddagen den 9 september.
Under de två nästkommande dagarna höll sig Ike på en stadig kurs mot Galveston och Houston. Den ökade något i styrka till en stark kategori 2-orkan och hade vid det här laget stormvindar som sträckte sig 445 km från ögat, vilket gjorde den till en mycket stor orkan. När den närmade sig Texas kust, blev den inre strukturen alltmer organiserad. Ike drog in över land i USA den 13 september vid 07:10 UTC som en kategori 2-orkan med vindar på 160 km/h, och ett lufttryck på 952 mbar.

## Förberedelser
Den 5 september utfärdade Floridas guvernör Charlie Crist undantagstillstånd i förväg inför Ikes ankomst, som då troddes ske så tidigt som den 8 september. På Key West, förklarade man att alla besökare skulle evakueras den 6 september. FEMA placerade ut förråd och räddningsmanskap i Florida och längs Golfkusten.
Den 11 september visade modeller att Ike skulle dra in över land strax söder om Galveston. Evakueringar utfördes längs den lågliggande västra änden av Galveston Island. Senare under dagen utökades evakueringen till hela Galveston och evakuering utfördes även av lågliggande delar runt Houston.

## Skador

### USA
Orkanen Ike orsakade svåra översvämningar främst i Galveston, Texas. Stormvågorna från Ike nådde som högst 5.2 meter då Ike drog in över Galveston Nästan hela Galveston översvämmades, där vattnet på vissa ställen kunde upp till 2 m. Omkring 4,5 miljoner var som mest utan ström i Texas.